# Августовски пуч в СССР (1991)
Августовският пуч в Русия от 1991 г. е опит за отстраняване на Михаил Горбачов от поста Президент на СССР, организиран от група консервативно настроени заговорници от ръководствата на ЦК на КПСС, правителството на СССР, армията и КГБ, в периода 19 август – 21 август 1991 г. Водачите на преврата смятат, че реформистката политика на Горбачов е отишла твърде далеч и че новият Съюз на суверенните държави, който Горбачов започва да договаря, предоставя твърде много самостоятелност на републиките. Въпреки че превратът се проваля след два дни и Горбачов се завръща на власт, събитието трайно дестабилизира Съветския съюз и спомага за забраната на КПСС и разпадането на Съветския съюз.

## Цел и план на пуча
Основната цел на заговорниците е „недопускане на разпад на СССР“, който разпад според пучистите щял да започне на 20 август същата година с подписването на първия документ от съюзния договор, превръщайки СССР в конфедерация на независими държави. Документът трябвало да бъде подписан на 20 август, между представители на РСФСР и Казахстан, а другите републики трябвало да се включат до 22 октомври 1991 година.

## Предводители на пуча
За водач на заговорниците е сочен Генадий Янаев, но по мнение на много аналитици, зад пуча стои Владимир Крючков.
Заговорниците избират за ден на пуча, седмицата в която Президентът се намира в отпуск, и обявяват временното му отстраняване от длъжност „по здравословни причини“.
Създават „Държавен комитет за извънредно положение“ (на руски: Государственный комитет по чрезвычайному положению, съкратено ГКЧП).

### Членове на Комитета
1. Олег Бакланов – първи заместник-председател на Съвета за отбрана на СССР, член на ЦК на КПСС.
2. Владимир Крючков – председател на КГБ на СССР, член на ЦК на КПСС.
3. Валентин Павлов – Премиер-министър на СССР.
4. Борис Пуго – Министър на вътрешните работи на СССР, член на ЦК на КПСС.
5. Василий Стародубцев – председател на Селския съюз на СССР, член на ЦК на КПСС.
6. Александър Тизяков – президент на Асоциацията на държавните предприятия и промишлеността, строителството, транспорта и връзките на СССР.
7. Дмитрий Язов – Министър на отбраната на СССР, член на ЦК на КПСС.
8. Генадий Янаев – Вицепрезидент на СССР, председател на „Държавния Комитет за Извънредно Положение“, член на ЦК на КПСС.

## Подкрепа
Комитетът разчита за военна подкрепа на силите на специалните части към КГБ – „Алфа“, войските на Министерството на вътрешните работи (МВД), Тулската дивизия, Таманската дивизия и Кантемировска дивизия на Съветската армия. Всичко в Москва са въведени около 4000 военнослужещи, 362 танка, 427 бронетранспортьора и БМП. Допълнителни части били прехвърлени в района на Ленинград, Талин, Тбилиси и Рига. Командват ги генералите Павел Грачов и неговият заместник Александър Лебед. При това Грачов поддържал телефонна връзка, както с Дмитрий Язов, така и с Борис Елцин.
Въпреки желанието на пучистите заговорниците нямат пълен контрол над военните части, затова още в първия ден на преврата, части от Таманската дивизия преминават на страната на защитниците на Белия дом (именно от танк на тази дивизия, Борис Елцин прави знаменитото си обръщение към народа).
Информационна поддръжка на заговорниците оказва Държавното радио – в течение на три денонощия емисиите новини включват съобщения за разобличаване на различни актове на корупция и на нарушаване на държавните закони, извършени в рамките на реформаторския курс.
Държавният комитет по извънредни ситуации иска подкрепа и от ЦК на КПСС но тази институция не успява да окаже някакво влияние върху хората в страната.

## Противници на преврата
Съпротивата срещу опитващите се да превземат властта членове на Комитета, оглавява политическото ръководство на РСФСР, начело с президента Борис Елцин, вицепрезидента Александър Руцкой, министър-председателя Иван Силаев и председателя на Върховния съвет Руслан Хасбулатов. По призив на руските власти пред сградата на съюзния парламент, наречена Белия дом, се стича множество представители на различни социални групи – студенти, интелектуалци, ветерани от Войната в Афганистан, та дори и криминални елементи.

## Предистория
- 17 юни 1991 година. Горбачов и лидерите на девет републики се обединяват около проект за Съюзен договор. Самият проект предизвиква рязко отрицателна реакция в силовите министри от Кабинета на Министрите на СССР: Язов (Армия), Пуго (МВД) и Крючков (КГБ).
- 20 юли 1991 г. – Президентът на Русия Елцин издава Указ за деполитизиране, включващ забрана за функциониране на партийни комитети във фабрики, учреждения и т.н.
- 29 юли 1991 г. Горбачов, Елцин и президентът на Казахстан Нурсултан Назарбаев се срещат тайно. Обсъждат подписването на нов Съюзен договор на 20 август.
- 2 август 1991 г. Горбачов на всеослушание обявява, че подписването на Съюзен договор е определено за 20 август.
- 4 август 1991 г. Горбачов заминава в отпуск на вила във Форос, Крим.
- 17 август 1991 г. Владимир Крючков, Валентин Павлов, Дмитрий Язов, Бакланов, Шенин и помощникът на Горбачов Валерий Болдин се срещат на обект „АБЦ“ – затворена за външни лица и гости резиденция на КГБ. Приема се решение за въвеждане на извънредно положение на 19 август, да се сформира Държавен комитет за извънредно положение (ГКЧП), който да попречи на Горбачов да подпише съответните укази и да бъде принуден да подаде оставка, предавайки пълномощията на вицепрезидента Генадий Янаев. Елцин да бъде задържан на летище „Чкаловски“, веднага след кацането от Казахстан, за разговор с Язов. Решават след това да действат в зависимост от развитието на преговорите.[5]

## Хронология

### 19 август
- В 6 часа сутринта, средствата за масова информация на СССР обявяват за въвеждане в страната на извънредно положение и за неспособността на президента Михаил Горбачов да изпълнява своите функции „по здравословни причини“, функции, които ще се поемат изцяло от Комитета за извънредната ситуация. Едновременно с това в столицата и други големи градове са въведени армейски части, а членовете на Демократичната опозиция (както сами се наричат) са обявени за арест.
- През нощта специални части Алфа се придвижват към вилата на Борис Елцин в Арахангелское, но не блокират президента и не получават заповед за каквито и да е действия. В същото време Елцин в екстремна обстановка мобилизира всички свои поддръжници и симпатизанти във висшия ешелон на властта (най-видни от които са: Руслан Хасбулатов, Анатолий Собчак, Генадий Бурбулис, Михаил Полторанин, Сергей Шахрай, Виктор Ярошенко и др.), за противодействие на пуча. Противниците на пуча изготвят и разпращат по факс до всички медии, обръщение „Към гражданите на Русия“. Главен говорител на противниците на преврата става радио „Ехо Москвы“.
- Елцин публично осъжда опита за преврат и критикува яростно Комитета от купола на танк от Таманската дивизия, пред Белия дом.[6] С охраната на спец частите от Алфа, Елцин влиза в 9 часа сутринта в Белия дом и заедно с ръководството на РСФСР организира Център за съпротива на преврата. Противопоставянето на решенията на Комитета се превръща в многолюдни митинги в Москва и Ленинград, проведени около Белия дом, Краснопресненски площад и Марийнски площад в Ленинград. Организират се концерти в подкрепа на противниците на преврата, наречени „Рок на барикадите“.[7] В Москва се издигат барикади, разпространяват се листовки.
- Непосредствено пред Белия дом е разположена бронирана техника от Рязанския полк на Тулската дивизия и части от Таманската дивизия, под ръководството на генерал-майор Александър Лебед.
- В 12 часа от купола на танк, Елцин се обръща към събралите се митингуващи, като нарича случващото се държавен преврат. От средите на митингуващите започват да се създават въоръжени отряди, под командването на депутата Константин Кобеца. Главните сили на опълчението са съставени от бойци-ветерани от Войната в Афганистан и сътрудници от частната охранителна фирма „Алекс“. Елцин подготвя пространство за отстъпление, изпращайки свои представители в Париж и Свердловск с права за създаване на правителство в изгнание.[8]
- Вечерна пресконференция на Комитета. На нея отсъства Валентин Павлов, който прави хипертонична криза. Членовете на Комитета нервничат; цял свят вижда в предаването по телевизията треперещите ръце на Генадий Янаев. В отправените въпроси към членовете на Комитета, журналистката Т. Малкина открито нарича произтичащите събития „преврат“, а в опитите за отговор, думите на членовете на комитета изглеждат като оправдание.

### 20 август
- По заповед на Комитета е проведена подготовка за превземане на сградата на Белия дом от групи със специално предназначение на КГБ. Някои от генералите, които са на пряко подчинение на министъра на отбраната Дмитрий Язов, започват да изказват съмнения за целесъобразността на пуча. Генерал Александър Лебед преминава на страната на защитниците на Белия дом. Командирите на специалните части „Алфа“ и „Вимпел“ Карпухин и Бесков молят заместник-председателя на КГБ Агеев да отмени операцията. Щурмът е отменен.[9]
- Във връзка с хоспитализацията на Валентин Павлов, временно ръководството на Съвета на министрите на СССР е възложено на Виталий Догужиев, който не прави никакви публични изявления по време на пуча.

### 21 август
- В нощта на 21 август, танкови подразделения, контролирани от Комитета, осъществяват маневри край Белия дом (здание на Върховния Съвет на РСФСР). Провежда се стачка на Новоарбатския мост.

Частите от „Алфа“ отказват да вземат участие в атака срещу Белия дом. В 5 часа сутринта Язов дава заповед за извеждане на частите от Москва. През деня се провежда сесия на Върховния съвет на РСФСР под председателството на Руслан Хасбулатов, които приемат заявление, осъждащо действията на комитета. Вицепрезидентът на РСФСР Александър Руцкой и премиер-министърът Иван Силаев излитат за Форос, където е Горбачов. На други самолети към Крим се отправят някои членове на Комитета, които се опитват да измолят прошка от Горбачов. Той отказва да ги приеме.
- В края на пуча Елцин се изказва за защита на законната власт на Горбачов и защита на свободна Русия.

### 22 август
- Михаил Горбачов се връща от Форос в Москва, заедно с Руцкой и Силаев, на борда на самолет Ту-134. Членовете на Комитета са арестувани. В директен ефир Елцин в присъствието на Горбачов подписва Указ за прекратяване действията на КПСС, на територията на РСФСР, по свой маниер изпълнява притесненията на пучистите – лишавайки Горбачов от власт, която му е предоставяла неговата партия.

## Галерия на загиналите
- Жертви от събитията през август 1991, на едни от последните пощенски марки, в СССР
- Владимир Усов – предприемач;
- Иля Кричевски – служител в частна фирма;
- Дмитрий Комар – ветеран от Войната в Афганистан;